# God Pomerantz
God Pomerantz is een hoorspel van Ephraim Kishon. Gott Pomerantz - oder Der Ball des Anstoßes werd op 1 januari 1971 door Radio Bremen uitgezonden. Andries Poppe vertaalde het en de BRT zond het uit op dinsdag 15 mei 1973, van 20:00 uur tot 20:45 uur. De regisseur was Jos Joos.

## Rolbezetting
- Ugo Prinsen (Meyer Pomerantz, voetbalster)
- Ward De Ravet (Shuster, manager van de "Stormvogels")
- Walter Cornelis (Butchie, trainer van de "Stormvogels")
- Frans Van den Brande (detective Nissim)
- Marc Leemans (detective Mendy)
- Denise De Weerdt (mevrouw Pomerantz)
- François Bernard, Geert Lunskens, Gerard Vermeersch, Jacky Morel, Alwin Keyman & Emmy Leemans (verdere medewerkenden)

## Inhoud
Inleiding tot het hoorspel: “Sinds onheuglijke tijden beschuldigen geldzuchtige mensen over de ganse wereld mijn landslieden van geldzucht. Men haalt hierbij alle mogelijke financiële transacties en beursspeculaties als bewijzen aan. Hier te lande wordt sinds korte tijd een nieuw bewijs aan die lange lijst toegevoegd: het voetbalspel. Onze amateurvoetballers wordt namelijk verweten dat zij al te zeer op snood geldgewin uit zijn, en dit verwijt komt uitgerekend van diegenen die met voetbal grof geld verdienen. Het antwoord van de gewraakte sportbeoefenaars hoort u in volgende sketch.” In het hoorspel wordt op meesterlijke wijze beschreven hoe een nationale “voetbalheilige”, Pomi genaamd, in alle opzichten wordt vereerd en in de watten gelegd. Het clubbestuur is doodsbenauwd dat hun grote idool zal worden weggekocht en “beschermt” de man tegen alle aasgieren die om hem heen cirkelen…